# (151997) Bauhinia
(151997) Bauhinia est un astéroïde de la ceinture principale.

## Description
(151997) Bauhinia est un astéroïde de la ceinture principale. Il fut découvert le 11 mai 2004 à l'Observatoire Desert Eagle par William Kwong Yu Yeung. Il présente une orbite caractérisée par un demi-grand axe de 2,31 UA, une excentricité de 0,16 et une inclinaison de 0,7° par rapport à l'écliptique.

## Compléments